# Otterford
Otterford è un villaggio e parrocchia civile dell'Inghilterra, appartenente alla contea del Somerset.